# Rindera
- Commons
- Wikispecies

Rindera é um gênero de plantas pertencente à família Boraginaceae.